# Паскевич, Константин Фёдорович
Константин Фёдорович Паскевич (1790—1836) — русский военный, полковник (26.10.1828). Младший брат генерал-фельдмаршала Ивана Фёдоровича Паскевича.

## Биография
Родился в 1790 году в семье Фёдора Григорьевича Паскевича и Анны Осиповны Коробовской.
В 1805 году окончил 1-й кадетский корпус, служил в 21-й конно-артиллерийской роте поручиком.
2 июня 1821 года произведён в подполковники.
С 2 сентября 1823 года по 16 ноября 1832 года был командиром 1-й конно-артиллерийской бригады (при 1-й гусарской дивизии) и конно-артиллерийской роты №1. 26 октября 1828 года произведён в полковники. Принимал участие в Польской кампании 1831 г., в частности, во взятии Варшавы.
Умер в 1836 году.

## Награды
- Орден Святого Владимира 4-й степени (22 августа 1826)
- Орден Святого Георгия 4-й степени (№ 4530, 19 апреля 1831);
- Орден Святого Георгия 3-й степени (№ 455, 18 октября 1831) — «В воздаяние отличнаго мужества и храбрости, оказанных 25 и 26.08.1831 года при штурме варшавских укреплений»[3];
- Также был награждён другими орденами Российской империи.